# سیارک ۳۰۲۷
سیارک ۳۰۲۷ (به انگلیسی: 3027 Shavarsh، نامگذاری:1978PQ2) سه هزار و بیست و هفتمین سیارک کشف شده‌است که در ۸ اوت ۱۹۷۸ کشف شد.
قدر مطلق سیارک برابر ۱۳٫۳۰ است.